# Охріменко Ігор Станіславович
Охріменко Ігор Станіславович — український хормейстер, диригент, музично-громадський діяч. Заслужений діяч мистецтв України.

## Біографія
Народився 4 вересня 1969 року в м. Христинівка Черкаської обл.
1984—1988 р. навчався в Уманському музичному училищі, 1988—1993 був студентом Київського національного університету культури і мистецтв по класу диригування. Після закінчення навчання працював в Київському муніципальному академічному театрі опери та балету для дітей та юнацтва хормейстером хору, під керівництвом Михайла Кречко.
Паралельно працював хормейстером Народної хорової капели НАНУ «Золоті ворота» під орудою Валентина Мальцева.
Був співзасновником та довгий час працював хормейстером камерного хору «Оріана».
У житті музиканта завжди була присутня Віра. Зі студентської лави Ігор Станіславович вивчав в духовну музику, мистецтво регентства, співав у багатьох церквах Києва. Більше 10 років співав у Володимирському соборі. Це не могло не позначитися на його творчості, адже в репертуарі його колективів завжди була присутня духовна хорова музика, яка відображена в його дисках.
Не залишається хормейстер в стороні від громадської діяльності. Активна життєва позиція і небайдужість до суспільного життя, це перш за все, результат становлення особистості митця. І тому свідчення, його участь в благодійних акціях, приурочених до важливих державних подій, постійна співпраця з громадськими організаціями, з українською діаспорою за кордоном, з Земляцтвом України! Є завжди бажаним гостем в навчальних закладах, культурних центрах, на різних зустрічах і зборах, де несе людям не тільки музику і пісню, але і свою позицію про культуру, музику, мистецтво щодо минулого, сьогодення і майбутнього України.
З 2004 року Головний хормейстер, диригент, аранжувальник Академічного ансамблю пісні і танцю Державної прикордонної служби України.
Лауреат міжнародних хорових конкурсів в Ірландії, Норвегії, Болгарії, Латвії. Учасник двох Хорових Олімпіад — в Австрії та Південній Кореї де здобув почесні місця. Автор хорових творів, має багато хорових аранжувань в різних жанрах.
В 2017 році, разом з Академічним ансамблем пісні і танцю Державної прикордонної служби України, взяв участь в концерті «Вітає Україна» на Слов'янському базарі у Вітебську.

## Нагороди
- Преміант конкурсу «Смарагдова ліра»
- Ювілейна медаль «95 років на охороні Державного кордону»
- Преміант конкурсу «Коронація слова»
- Заслужений діяч мистецтв України (2020)[2]